# Polioptila melanura
Polioptila melanura là một loài chim trong họ Polioptilidae.